# 立花統春
立花統春（永禄7年（1564年）－天正18年（1590年）），日本戰國時代後期、安土桃山時代的武將，原姓戶次，通稱次郎兵衛。

## 生平

### 家族背景
立花統春的家族出自豐後大名大友宗麟的重臣戶次氏一族，而統春之父戶次親行為名將戶次鑑連（立花道雪）之養弟，因為親行在統春二歲時便死去，立花道雪便將統春接來扶養。
永祿11年（1568年），筑前的立花山城城主立花鑑載反叛主家大友家，於該年7月遭到大友軍鎮壓敗亡，而原本預定獲封為立花山城城督的吉弘鑑理於元龜元年（1570年）6月病故，代替其成為城代的鑑理之子吉弘鎮信也因為身為宗麟的側近重臣而被招回豐後，因此立花道雪在大友宗麟的說服下轉封至立花山城，並於元龜2年（1571年）5月在形式上繼承立花氏，受任筑前守護代；此時，道雪從主家戶次家帶領部分親族和家臣前往立花山城赴任，立花統春也跟隨其中。

### 參戰有功
天正9年（1581年）11月12日，立花山城東北方的宗教豪族宗像氏貞，其部分家臣不滿早先將部分領地作為色姬的嫁妝給了立花，趁立花軍一面出戰秋月軍（即「潤野原之戰」），一面以由布惟信、薦野增時、小野鎮幸、立花鎮實、內田鎮家、足立連安等立花家臣率八百兵力運糧前往位於筑前東南邊境、糧草不足的鷹取城時，聯合秋月軍於13日半路偷襲（即「小金原之戰」，立花家稱為「清水原之戰」）；此戰中，立花家諸將個別討取敵方將領：足立連安連斬敵軍18人，米多比鎮久擊殺敵將石松新三郎貞景，由布惟信之子由布惟次則以鐵砲狙擊敵軍大將河津修理進盛長而立下大功，隨後在戰鬥中身受13處重傷，而立花統春也率部下參戰、投入其中，最後在由布、小野、薦野、內田、十時等以背對日光於高處下山衝陣等兵法上的判斷，使宗像方大敗，其將領吉田貞辰、石松秀兼等人皆被討取殲滅。由於宗像氏貞發動此戰背叛與立花家的盟約，觸怒道雪，兩家之間的同盟因此破裂。
天正10年（1582年）4月16日，立花軍前往那珂郡岩戶鄉驅逐由秋月、原田和宗像所組成、約2千兵力的聯軍；此戰中，立花軍具1千5百軍力，編成立花道雪、由布、小野三隊為負責發動進攻的本隊，立花統虎和薦野率5百兵力作為伏兵。立花道雪本隊在戰況危急時，因立花統虎的策略得以擊退原田氏，隨後統虎再率薦野增時、立花成家、 小野鎮幸、由布惟時、立花統春、佐野統幸共1千騎兵，驅逐正位於岩戶一帶岩門庄久邊野築砦的原田氏武將笠興長率領的3百兵力，殲滅其中1百50人並追擊至早良郡。
天正11年（1583年）3月1日，筑紫廣門又出兵太宰府，立花道雪與寶滿的友軍岩屋城主高橋紹運共同抵禦，立花統春在此戰中作為先鋒立下「一番槍」，立花鎮実、安東連忠亦參戰有功，最後擊退筑紫軍的攻勢
天正12年（1584年）3月，因龍造寺隆信於「沖田畷之戰」對上島津軍戰敗身死，大友家為此趁機出兵、企圖奪回筑後，以大友宗麟次子大友親家、三子大友親盛率豐後大友軍7千人，進攻統領筑後貓尾城的黑木實久，實久則聯合龍造寺軍共2千餘人在貓尾城與高牟礼城籠城抗戰。戰爭經過一個月，大友軍仍無法攻取城池，大友家第二十二代當主大友義統為此要求立花道雪與高橋紹運出兵協助作戰，兩軍於同年8月14日集結於寶滿城下的高雄山進行軍議，於當月18日夜間以高橋紹運率2千人作為先陣、立花道雪領3千人擔任後陣，以強行軍的態勢從寶滿城下的吉木一地往筑後方向出發。

### 進軍筑後
高橋紹運在渡過筑後川擊滅秋月家武將芥田兵庫所率約50餘人後（田主丸町・片瀨、惠利渡口・石垣表之戰），與立花道雪越過耳納連山及尚未整備道路的筑後鷹取山等山路，以由布惟信為殿軍，在狹窄山道途中遭敵軍伏兵以鐵砲狙擊，道雪也以弓和鐵砲反擊，此時紹運以擅長鐵砲狙擊的家臣市川平兵衛反狙擊，令道雪脫離險境，而敵軍仍攻擊擔任殿軍的由布惟信、立花統春、立花成家、立花家治、堀治、後藤連種、福有親久、安倍親常等將領，道雪為此通知紹運而敲響鼓聲暫且回軍；此時軍師大橋京林獻策表示，己方部隊可先在坂道高處朗誦歌謠、整軍列隊，後出其不意衝往下坡攻擊，敵兵將因此潰逃。19日傍晚，立花道雪與高橋紹運的部隊因下大雨而於山上休整，兩人巡視慰勞全軍，直待天亮前不休息以維持士氣。
立花道雪與高橋紹運兩軍用約一日的時間行軍從筑前到筑後約60公里的路程，於該月20日抵達高牟礼城，道雪與紹運隨即寢返黑木家老樁原氏部，使其於24日開城，龍造寺援軍的土肥家實因此焚城撤退回佐賀。同月25日，道雪和紹運攻陷由黑木家同族的河崎重高（河崎鎮堯）所防守之犬尾城後，於大籠山換陣整軍。
天正13年（1585年），立花道雪於軍陣中發病，立花統春等立花家臣的照顧使道雪一度好轉；至該年9月11日，由於道雪已年邁加上長期連續征戰累積的疲勞，病逝於筑後的北野軍陣中，立花家臣因此撤退回立花山城，輔佐少主立花統虎（即立花宗茂）。

### 追擊島津軍
天正14年（1586年），大友宗麟前往大坂晉見豐臣秀吉，希望豐臣家幫助大友家抵抗島津家進擊的攻勢，同時推薦立花統虎和其生父紹運成為豐臣家的家臣，大友家的領地筑前因此轉為豐臣家下轄。之後，島津軍為統一九州而進攻肥前和筑前地區，於同年7月10日以島津忠長、伊集院忠棟等將率2萬兵力攻下原屬筑紫廣門擁有的勝尾城後，逐漸集結北九州各地豪族、國人的部隊至約5萬軍力，統虎實父紹運於12日在岩屋城以763名兵將抵擋島津聯軍的攻勢，使其損傷4千5百多名兵力及其他將領，在抵擋拖延島津軍的攻勢近兩週後，全軍於同月27日陣亡（即「岩屋城合戰」）。7月28日，統虎之弟高橋統增鎮守的寶滿城也被迫開城，島津軍在處理筑紫和高橋兩家的戰俘後，於8月1日準備圍攻立花山城，統虎則持續防守抗戰；直至豐臣秀吉令毛利家派出援軍援助，使島津軍被迫於當月24日從立花山城周邊撤退，而統虎不待援軍抵達，即率1千5百名兵力追擊島津軍至筑後川，斬下百餘敵軍首級，以火攻奪下星野吉實、星野吉兼的高鳥居城，而立花統春與同僚十時連久擊殺敵方大將星野吉實，兩人皆獲賜戰功感狀。

### 因咎自裁
天正15年（1587年），立花家在經過「九州征伐」後，受豐臣秀吉封得筑後柳川為領地，成為大名，立花統春也跟隨前往柳川，受領高柳村50町的領地，之後參加討伐肥後國人一揆的鎮壓作戰。天正18年（1590年），由於出於武士的信義，他在包庇鄰國肥後國領主加藤清正麾下犯罪的武士之後，受其追究而被迫切腹自殺。

## 家族繼承
立花統春因為沒有留下親生子嗣，為延續統春一脈，立花宗茂讓家中重臣森下釣雲的三子三太夫繼承統春一族，並改名立花統次（立花三太夫）。立花統次肩負統春一脈的名譽，立下許多軍功。「關原之戰」時，立花家在對抗鍋島家的「江上八院戰役」中，立花統次突擊連破鍋島軍陣，因戰馬疲憊而被敵軍鐵砲擊中而陣亡遭到討取。立花統次的子嗣立花政泰在立花家因參加西軍而領地遭沒收，經過數年又回任大名後，繼承立花三太夫之名，仍作為立花家臣延續統春一脈。

## 逸聞
- 立花統春在戶次道雪嚴厲和極度武士風範的教育下成長，被評為「沉勇剛毅，重禮節的高義之人，尤其精通弓術」也因為道雪繼承立花家的關係，身為戶次一族的統春也獲姓立花，為道雪、宗茂二代立下許多戰功[57][58]。

- 天正14年（1586年）8月24日，立花宗茂率軍1千5百追擊撤退包圍立花山城的島津軍，翌25日，攻打島津軍的筑前據點，由星野吉实、吉兼兄弟所鎮守的高鳥居城。雖然城方僅三百人，但仍以鐵砲攻勢和大木重石做攻擊，立花軍將士一時有所損傷，然而靠著立花宗茂和家中大將小野鎮幸的鼓舞，立花軍成功殺進城內，統春很快的找到敵大將星野吉实所在之處，統春面對吉实以討取總大將的禮儀押住其額頭並且進行割取頭顱，然而因為吉实的抵抗只割斷頭盔的繩子，這時十時連久（新四郎、第二代傳右衛門。十時傳右衛門惟道之子。）在一旁瞧見，由於還太年輕而不知道統春此舉是討取敵大將的禮儀，於是快速地又撞倒吉实並以槍刺殺。後來立花家武者奉行池邊永晟在記錄戰功之時，新四郎說：「這是統春殿下的功勞才對」而統春也謙虛的說：「我沒有討取成功，所以應該是給予致命的新四郎(傳右衛門連久)殿下的戰功才對」新四郎卻抱持著疑問堅持的說：「戰場應該是和狩獵一樣，是先捕捉到目標的人的功勞才是阿！？」並眼神示意永晟將戰功記給統春。同時永晟將此報告給主公宗茂，宗茂聽聞兩人互讓戰功的舉動，加上當時在戰場目睹過程的京都光兼及藤江太郎右衛門補充說明，想到過往平安時代末期至鐮倉時代初期有宇佐美實政與天野則景爭執捕獲由利維平一事，以及和田義盛與畠山重忠相互爭執討取藤原國衡的戰功一事，如今統春與新四郎卻不似此二例，彼此謙讓戰功，於是就將兩人都給予戰功和感狀[59][60][61][62][58][63][53][64]。

### 承諾的士道
天正18年（1590年），立花領地的筑後突然有外人從鄰國的肥後加藤清正領地處前來，這些外人以宮本、山口等人為首，竟然皆是在加藤領地中不小心殺人犯罪的武士，他們為了逃命快速的逃向立花領地，因緣之中住進統春家，統春因為可憐他們而將之藏匿。然而這件事還是被加藤清正察知，他派遣吉田帶刀為使者前往立花家柳川城要求返還宮本等人，宮本等人則因為不想再牽連統春而自行前往接受拘捕，統春則對吉田帶刀說：「基於武士之情，在肥後的歸路之中請不要將他們綁縛，這是非常恥辱之事」吉田帶刀承諾了，宮本、山口等人則言謝統春後往肥後歸去。可是吉田剛出了柳川城卻馬上將宮本等人綁縛，這一幕不巧被統春的家人瞧見，聽聞如此結果的統春在怒氣之下說了：「武士的約束有如千金之重，如此毀約之舉實在是無禮！」言畢隨即取弓拿箭策馬追上，當統春追上吉田等人時一邊罵著：「你這毀約的無賴！」一邊射了一箭過去，這一箭巧的將吉田的鬍鬚射斷，吉田瞬時顏面蒼白，放著宮本等人不管自己逃回肥後，而統春則幫宮本等人解開繩子，一邊說著：「既然事情發展成這地步，我立花家等於是向加藤家作對不放人，加藤清正公必定會非常憤怒並給我家主公宗茂公添麻煩吧，如果真的到了那個時候，我會切腹謝罪以求清正公的諒解，你們就趕快逃離此地吧！」然而宮本等人卻回答：「我們多虧了統春殿下才能活到今日，怎能棄恩人於不顧呢！」因此又一同前往統春家。

### 高義武士道
終於，加藤清正因為憤怒而向立花宗茂提出談判，並且因為先前肥後領主佐佐成政的失政所造成的人民反抗，豐臣家出身的清正更是急著想將豐臣家的威信深植入九州的領地中，因此強烈要求統春對包庇自己的犯人一事切腹賠罪而不做他想。因立花宗茂派遣身為檢使役，也同是統春好友的十時連久前往統春處傳達消息，傳說連久是傳達要統春逃走的復命，然而統春對自己的行為絲毫不感到懊悔，向連久傳達對主公宗茂的歉意之後，僅27歲的統春便貫徹自己的高義而從容的切腹自殺了。統春之妻清田氏(清田正成之妹)當時也在場，對著連久說了：「誰對飛入自己懷中的幼鳥都是不會殺害的吧，更不用說是需要幫助的人阿。那位吉田帶刀使者破壞了武士的約定，侮辱了我丈夫統春的威信沒關係，但是卻連主君宗茂公的威信也侮辱了，為此丈夫只能切腹謝罪，而我一個人也沒有面子活下去了」言畢，也在統春遺體旁切腹自殺了。又，不僅受到包庇的宮本、山口也於此時畏罪切腹自殺，統春的家臣們也說：「高義的主人被迫自殺謝罪，而夫人也跟隨自殺了，這些事情請不用勞煩主公宗茂公知道，而我們也將跟隨主人前往冥界」說完共有11位家臣接連切腹死去，其場面之悲壯、華散令在場所有人為之憤慨落淚。